# Oude Haagsebrug

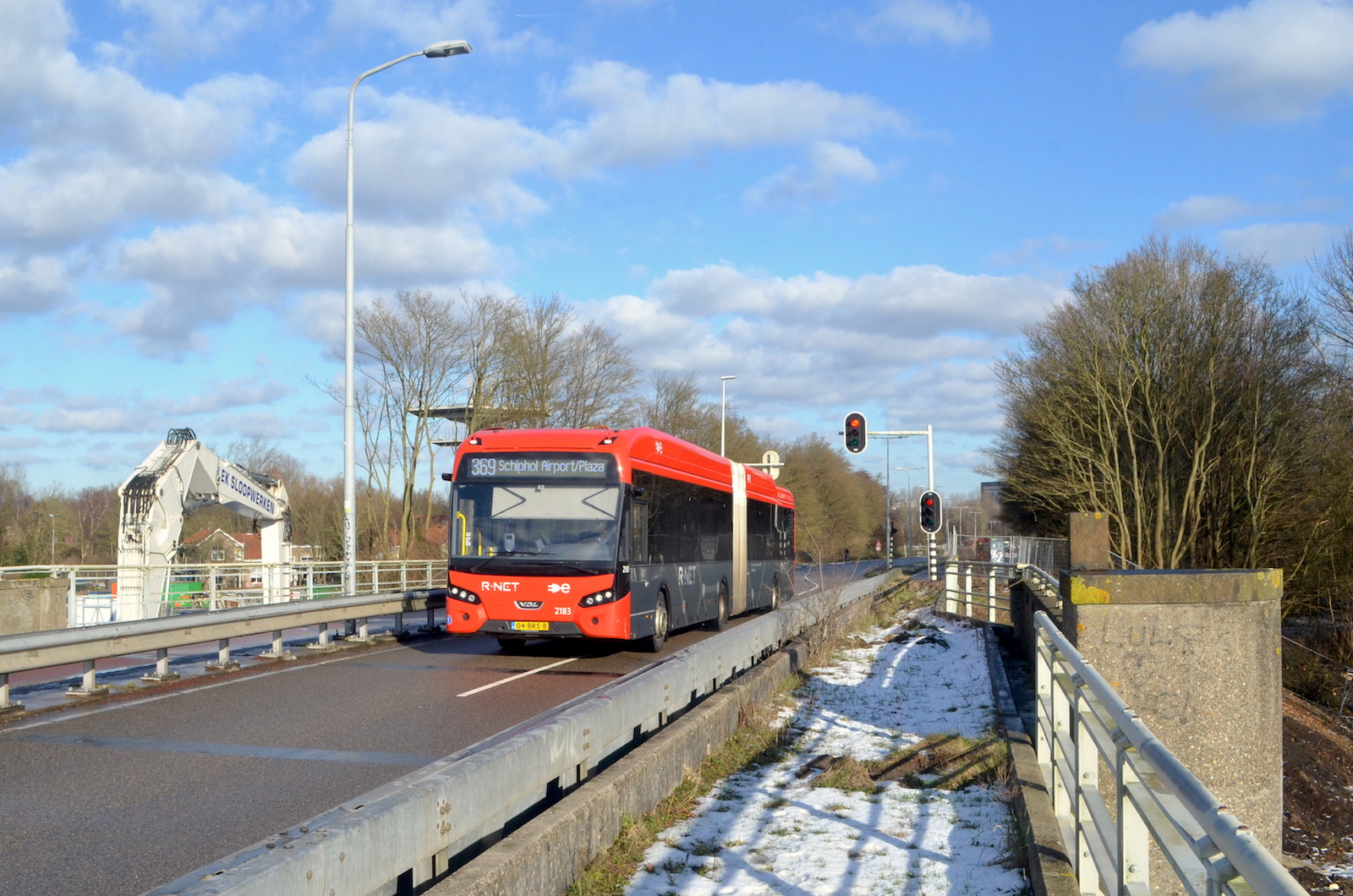
De Oude Haagsebrug in gebruik als busbaan met buslijn 369 van Sloterdijk via Nieuw-West naar Schiphol; 19 januari 2024.

De Oude Haagsebrug (brug nr. 1864) was een brug over de Ringvaart van de Haarlemmermeer in de verbinding tussen Amsterdam, via de buurtschap Nieuwe Meer, en Schiphol. De weg over deze brug is de Oude Haagseweg, de voormalige Rijksweg 4.

## Geschiedenis

### Deel van Rijksweg 4
De brug is vanaf 1934 gebouwd als onderdeel van Rijksweg 4, een van de eerste autosnelwegen van Nederland, die vanaf 1938 Amsterdam vanaf het Aalsmeerplein via Schiphol met Den Haag verbond. De brug werd gebouwd als basculebrug, het machinehuis was aan de Amsterdamse kant van de brug nog goed te onderscheiden. Een restant van het brugwachtershuis was ook nog altijd op de brug te zien. De brug was iets smaller dan de toeritten; de middenberm verdween op de oprit en de in de jaren veertig tot 2 x 2 verbrede autoweg werd hier een simpele tweerichtingsbrug zonder middenbaanscheiding. Aan beide zijden van de Ringvaart waren opritten voorzien; de oprit van de Nieuwemeerdijk in de richting Den Haag is er nog als een fietspad, aan de Amsterdamse kant is een van de opritten volledig overwoekerd en de andere dient als toegangsweg tot het terrein van de voormalige Rijksluchtvaartdienst en de nabijgelegen jachthaven.
In het kader van de bouw van het nieuwe Schiphol-Centrum in de jaren zestig is de autosnelweg in 1966 een paar honderd meter naar het noordwesten verlegd, en werd deze over een nieuw Ringvaartviaduct geleid.

### Hergebruik
Na de omleiding van de snelweg raakte de brug vervolgens ruim dertig jaar in onbruik, alleen het fietspad werd nog met enige mate onderhouden. Het beweegbare brugelement was in een dermate slechte staat dat het in de jaren 90 vervangen werd door een nooddeel ten behoeve van hulpdiensten. In 2002 werd de Oude Haagsebrug in gebruik genomen als deel van een vrije busbaan van Amsterdam Nieuw-West naar Schiphol. De stalen noodoverspanning is toen vervangen door een vast betonnen middendeel. Buslijnen van Connexxion (R-net lijnen 341, 397 en N97) en GVB (R-net lijn 369) reden over de brug.
Deze brug had de bijzonderheid dat hij, in tegenstelling tot nabijgelegen bruggen zoals de Sloterbrug en de Schipholbrug, vanaf 1992 door de gemeente Amsterdam onderhouden werd; de brug heeft dan ook een Amsterdams brugnummer. De gemeentegrens ligt echter aan de Amsterdamse kant van de Ringvaart.

### Sloop en nieuwbouw
In januari 2024 is gestart met de sloop van de bijna negentig jaar oude brug. Deze wordt vervangen door nieuwbouw. De nieuwe brug is breder, waardoor bussen elkaar voortaan kunnen passeren. Ook komen de brugpijlers op de oever en niet meer in de vaarweg, zodat er meer ruimte voor de scheepvaart komt. Voltooiing van de brug is voorzien voor oktober 2024. Tijdens de werkzaamheden wordt het (bus)verkeer omgeleid.